# Thomas Dabre
Thomas Dabre (23 de outubro de 1945) é um bispo católico romano indiano. 
Ele foi ordenado sacerdote na Arquidiocese de Bombaim em 31 de outubro de 1971, e foi nomeado seu bispo ordenado, e o bispo titular de Arae na Numídia em 2 de abril de 1990. A ordenação ocorreu em 27 de maio. O Cônsul Geral era Simão Inácio Pimenta, coadjuvado por Longinus Gabriel Pereira e Ferdinand Joseph Fonseca.
Dabre foi nomeado Bispo de Vasai em 22 de maio de 1998 e da Diocese de Poona em 4 de abril de 2009.